# Stenipedis
Stenipedis är ett släkte av spindeldjur som beskrevs av Momen och Lundqvist 1996. Stenipedis ingår i familjen Meyerellidae.
Släktet innehåller bara arten Stenipedis quadrisetosus.